# Bodo Ferl
Bodo Ferl (Kyritz, RDA, 20 de enero de 1963) es un deportista de la RDA que compitió en bobsleigh en la modalidad cuádruple.
Ganó dos medallas en el Campeonato Mundial de Bobsleigh, plata en 1985 y bronce en 1989. Participó en los Juegos Olímpicos de Calgary 1988, ocupando el octavo lugar en la prueba cuádruple.

## Palmarés internacional
| Campeonato Mundial | Campeonato Mundial         | Campeonato Mundial | Campeonato Mundial |
| Año                | Lugar                      | Medalla            | Prueba             |
| ------------------ | -------------------------- | ------------------ | ------------------ |
| 1985               | Cervinia (Italia)          | Medalla de plata   | Cuádruple          |
| 1989               | Cortina d'Ampezzo (Italia) | Medalla de bronce  | Cuádruple          |